# Minneapolis Lakers 1951-1952
La stagione 1951-52 dei Minneapolis Lakers fu la 4ª nella NBA per la franchigia.
I Minneapolis Lakers arrivarono secondi nella Western Division con un record di 40-26. Nei play-off vinsero la semifinale di division con gli Indianapolis Olympians (2-0), la finale di division con i Rochester Royals (3-1), vincendo poi il titolo battendo nella finale NBA i New York Knicks (4-3).

## Classifica
| Squadra              | V  | P  | %    | GB |
| -------------------- | -- | -- | ---- | -- |
| Rochester Royals     | 41 | 25 | 62,1 | -  |
| Minneapolis Lakers C | 40 | 26 | 60,6 | 1  |
| Ind. Olympians       | 34 | 32 | 51,5 | 7  |
| Ft. Wayne Pistons    | 29 | 37 | 43,9 | 12 |
| Milwaukee Hawks      | 17 | 49 | 25,8 | 24 |

## Roster
| \| Pos. \| Num. \| Naz. \| Nome \| Altezza \| Peso \| Data nascita \| Provenienza \| \| ---- \| ---- \| ---- \| --------------- \| ------- \| ------ \| ------------ \| --------------- \| \| G \| 16 \| \| Harrison, Bob \| 185 cm \| 86 kg \| 12-08-1927 \| Michigan \| \| A/C \| 11 \| \| Hitch, Lew \| 203 cm \| 91 kg \| 16-07-1929 \| Kansas State \| \| P \| 15 \| \| Hutton, Joe \| 186 cm \| 77 kg \| 06-10-1928 \| Hamline \| \| P \| 22 \| \| Martin, Slater \| 178 cm \| 77 kg \| 22-10-1925 \| Texas Longhorns \| \| C \| 99 \| \| Mikan, George \| 208 cm \| 111 kg \| 18-06-1924 \| DePaul \| \| C \| 19 \| \| Mikkelsen, Vern \| 201 cm \| 104 kg \| 21-10-1928 \| Hamline \| \| AG \| 17 \| \| Pollard, Jim \| 193 cm \| 84 kg \| 09-07-1922 \| Stanford \| \| G \| 18 \| \| Saul, Frank \| 188 cm \| 84 kg \| 16-02-1924 \| Seton Hall \| \| AG \| 12 \| \| Schultz, Howie \| 198 cm \| 91 kg \| 03-07-1922 \| Hamline \| \| P \| 20 \| \| Skoog, Whitey \| 180 cm \| 82 kg \| 02-11-1926 \| Minnesota \| | Allenatore - John Kundla Legenda - (C) Capitano - (FA) Free agent - (S) Sospeso - (TW) Contratto Two-way - (GL) Assegnato a squadra G League affiliata - Infortunato Roster • Transazioni · Ultima transazione: 26 aprile 1954 |                        |                 |         |        |              |                 |
| Pos. | Num. | Naz.                   | Nome            | Altezza | Peso   | Data nascita | Provenienza     |
| G | 16 | Stati Uniti (bandiera) | Harrison, Bob   | 185 cm  | 86 kg  | 12-08-1927   | Michigan        |
| A/C | 11 | Stati Uniti (bandiera) | Hitch, Lew      | 203 cm  | 91 kg  | 16-07-1929   | Kansas State    |
| P | 15 | Stati Uniti (bandiera) | Hutton, Joe     | 186 cm  | 77 kg  | 06-10-1928   | Hamline         |
| P | 22 | Stati Uniti (bandiera) | Martin, Slater  | 178 cm  | 77 kg  | 22-10-1925   | Texas Longhorns |
| C | 99 | Stati Uniti (bandiera) | Mikan, George   | 208 cm  | 111 kg | 18-06-1924   | DePaul          |
| C | 19 | Stati Uniti (bandiera) | Mikkelsen, Vern | 201 cm  | 104 kg | 21-10-1928   | Hamline         |
| AG | 17 | Stati Uniti (bandiera) | Pollard, Jim    | 193 cm  | 84 kg  | 09-07-1922   | Stanford        |
| G | 18 | Stati Uniti (bandiera) | Saul, Frank     | 188 cm  | 84 kg  | 16-02-1924   | Seton Hall      |
| AG | 12 | Stati Uniti (bandiera) | Schultz, Howie  | 198 cm  | 91 kg  | 03-07-1922   | Hamline         |
| P | 20 | Stati Uniti (bandiera) | Skoog, Whitey   | 180 cm  | 82 kg  | 02-11-1926   | Minnesota       |